# Бетон Бетоне
Бетон Бетоне (фр. Betton-Bettonet) насеље је и општина у источној Француској у региону Рона-Алпи, у департману Савоја која припада префектури Шамбери.
По подацима из 2011. године у општини је живело 302 становника, а густина насељености је износила 88,56 становника/km². Општина се простире на површини од 3,41 km². Налази се на средњој надморској висини од 360 метара (максималној 571 m, а минималној 287 m).

## Демографија
| 1962. | 1968. | 1975. | 1982. | 1990. | 1999. | 2011. |
| ----- | ----- | ----- | ----- | ----- | ----- | ----- |
| 152   | 167   | 129   | 124   | 157   | 203   | 302   |

График промене броја становника у току последњих година